# Conferència de Creativitat
La Conferència de Creativitat (The Creativity Conference) és un esdeveniment consistent en una trobada global que pretén explorar les excel·lències de la creativitat. Es va iniciar del 22 al 24 de gener de 2021 en línia. A l’agost del 2021, va tenir lloc la segona edició de la conferència, a Reykjavík, Islàndia. Hi va haver 81 discursos de 63 ponents, tant a les conferències de gener com d’agost del 2021. Maxim Jago és el director de la Conferència de Creativitat. Els ponents de l'esdeveniment van ser els representants de més de 50 creatius de primer nivell mundial.

## Visió general
Maxim Jago va iniciar la Conferència de Creativitat el gener de 2021. La idea principal era unir la gent per explorar la creativitat i compartir idees. Els temes principals eren la fotografia, les belles arts, les arts escèniques, la música, la cinematografia, els jocs, la literatura i la inspiració. L'esdeveniment va incloure 72 sessions.
En primer lloc, l'esdeveniment s'havia d’organitzar a Reykjavík, Islàndia. La ubicació es va canviar a causa de la pandèmia Covid-19.
La conferència va consistir en presentacions de ponents, concurs de curtmetratge d’un minut i debats. Vashi Nedomansky va ser convidat com a jutge del concurs.
Artists United, Blackmagic Design, Raindance, FilmDoo i altres empreses es van convertir en els socis de l'esdeveniment. Va ser patrocinat per Intel, Dell Technologies i NVIDIA Studio.